# آندریاس ویسنیوسکی
آندریاس ویسنیوسکی (انگلیسی: Andreas Wisniewski؛ زادهٔ ۳ ژوئیهٔ ۱۹۵۹) یک هنرپیشه و رقاص سابق اهل آلمان است.
از فیلم‌ها یا برنامه‌های تلویزیونی که وی در آن نقش داشته است می‌توان به جان‌سخت، پادشاه عقرب ۲، نجات پیکاسو و روزهای روشن زندگی اشاره کرد.